# Gasthaus Taube (Andelsbuch)

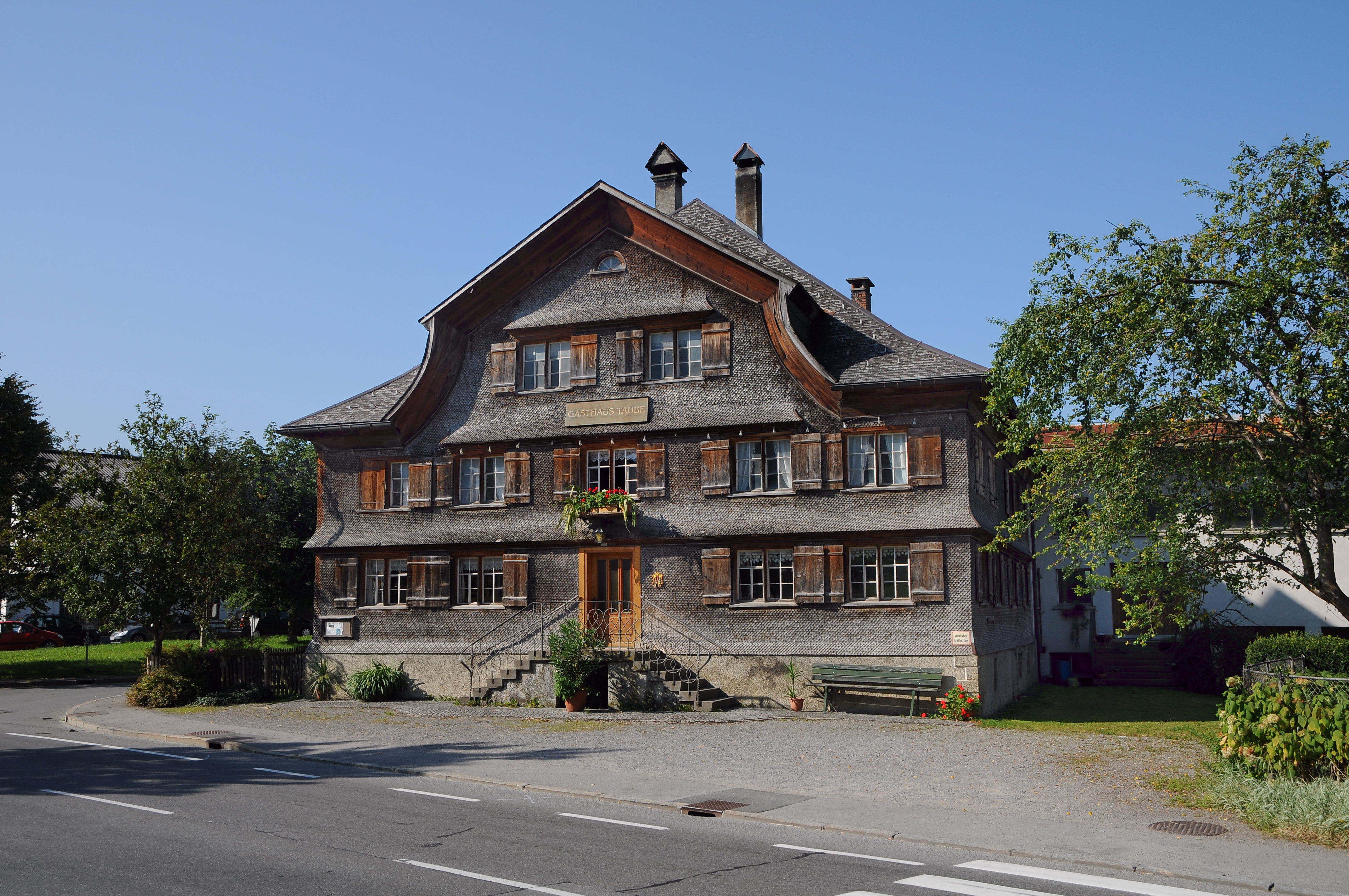
Gasthaus Taube

Das ehemalige Gasthaus Taube in Hof 145 in der Bregenzerwälder Gemeinde Andelsbuch ist ein ehemaliger Gasthof. Das Bauwerk steht unter Denkmalschutz (Listeneintrag).

## Architektur
Der zweigeschoßige kubische Blockbau  mit Walmdach und stirnseitigem geschweiftem Zwerchgiebel wurde um das Jahr 1800 von Landammann Johann Fink erbaut. Er hat eine straßenseitige Mansarde. Über den Erdgeschoßfenstern sind umlaufend Klebedächer. Eine zweiarmige steinerne Außentreppe mit schmiedeeisernem Geländer führt zum Eingangsportal. Außerdem hat das Haus ein schmiedeeisernes Gasthausschild. Das Haus ist im Inneren durch einen Mittelgang erschlossen. Die zwei ehemaligen Gaststuben sind schlicht getäfelt.

## Zunftlokal
Das Gasthaus Taube war ab 1804 das Zunftlokal der 1791 gegründeten Handwerkerzunft in Andelsbuch. Erster Obmann der Handwerkerzunft war Landammann Johann Fink.